# Rhizotrogus marginipes
Rhizotrogus marginipes – gatunek chrząszcza z rodziny poświętnikowatych i podrodziny chrabąszczowatych. Zamieszkuje południe Europy.

## Taksonomia
Gatunek ten opisany został po raz pierwszy w 1842 roku przez Étienne’a Mulsanta.

## Morfologia

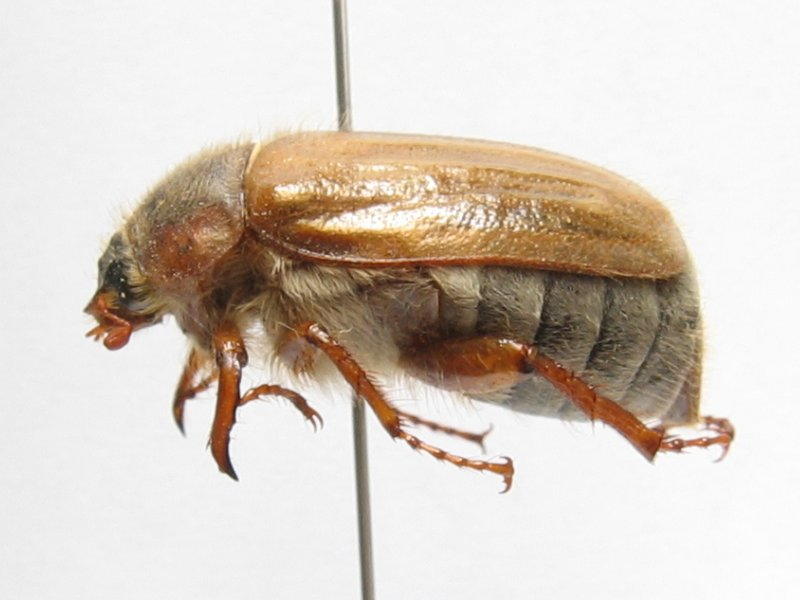
Widok z boku

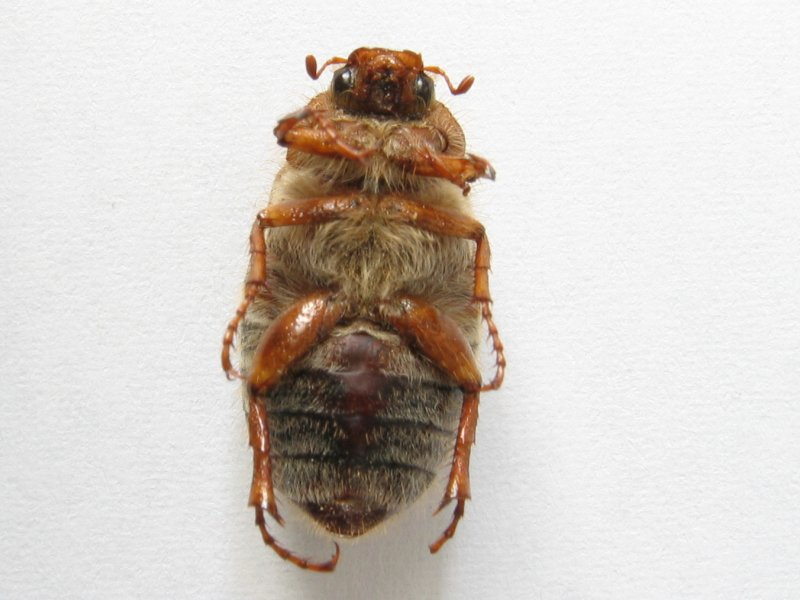
Widok od spodu

Chrząszcz o owalnym w zarysie ciele długości od 14 do 18 mm, ubarwionym jasnobrunatnie, czasem z przyciemnionymi tarczką i szwem pokryw. Krótka, niewielka głowa ma tył silnie punktowany i owłosiony, a przód z lekko wyciętą przednią krawędzią nadustka. Czułki buduje dziesięć członów. Przedplecze ma wszystkie krawędzie obrzeżone, boczne krawędzie przed tylnymi kątami proste, a także całą powierzchnię punktowaną, delikatnie mikrorzeźbioną oraz porośniętą jasnymi, długimi, sterczącymi włoskami. Pokrywy są słabo i nierównomiernie punktowane, niemal gładkie, bardzo rzadko i krótko owłosione, tylko przy tarczce z nielicznymi włosami długimi i odstającymi, a wzdłuż krawędzi bocznych z szeregiem szczecinek. Odnóża przedniej pary mają golenie o trzech ząbkach oraz o ostrodze wierzchołkowej wyrastającej poniżej drugiego z nich. Owalne, matowe, owłosione pygidium ma nierównomierne punktowanie. Spód ciała jest porośnięty jasnymi włosami.

## Ekologia i występowanie

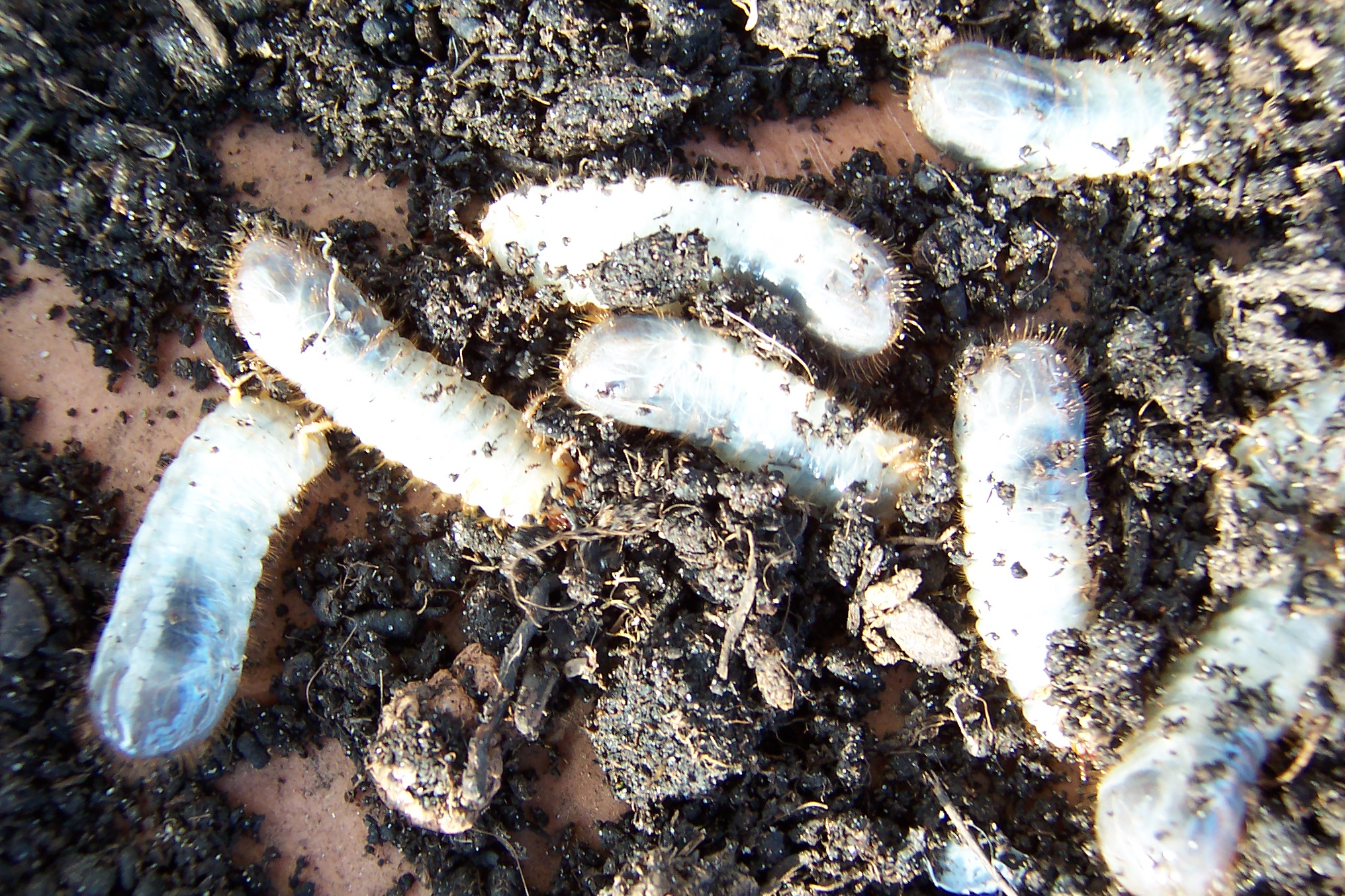
Pędraki

Owad ciepłolubny, preferujący tereny o podłożu wapiennym lub piaszczystym, chętnie na zboczach pagórków. Aktywne osobniki dorosłe spotyka się od kwietnia do czerwca. Loty odbywają ciepłymi wieczorami i rankami, w dzień pędząc skryty tryb życia.
Gatunek palearktyczny, europejski, znany z Portugalii, Hiszpanii, Francji, Niemiec, Szwajcarii, Włoch, Słowenii i Chorwacji.